# Manevrirni izstrelek
Manevrirni izstrelek je voden izstrelek s krili in lastnim pogonskim sistemom, ki nosi bojno glavo in močno spominja na letalo. To orožje je dostikrat označeno s pojmom manevrirna raketa, kar pa ni pravilno, saj velike večine manevrirnih izstrelkov ne poganja raketni motor, temveč zmanjšana in bolj učinkovita verzija turboreaktivnega motorja (nekatere verzije za start uporabljajo tudi raketni motor). 
Manevrirni izstrelki imajo lasten sistem vodenja ter letijo s podzvočno (nekatere verzije tudi z nadzvočno) hitrostjo na zelo majhnih višinah, s čimer se izognejo večini radarjev.

## Zgodovina manevrirnih izstrelkov
Z manevrirnimi izstrelki sta v obdobju po 1.svetovni vojni eksperimentirali tako Velika Britanija kot Sovjetska zveza, vendar niso prišli v operativno uporabo. Prvo uporabno orožje je bila nemška leteča bomba V-1, ki so jih Nemci od junija 1944 izstreljevali na Anglijo. Slednji izstrelki so bili precej nenatančni in so leteli na večjih višinah, kjer so bili precej lahek plen britanskih lovcev in protizračne obrambe.
Po vojni so zaradi težav, povezanih z manevrirnimi izstrelki in razvoja balističnih izstrelkov manevrirni izstrelki za nekaj časa utonili v pozabo, vendar so se kasneje pokazale nekatere prednosti. Za razliko od balističnih izstrelkov, ki jih je zaradi profila leta lahko zaznati na radarju (obramba pred njimi je sicer drug problem), so se manevrirni izstrelki zdeli poceni in so lahko leteli po vnaprej načrtovani neravni liniji ter na majhnih višinah, kjer bi jih radarji ob dobrem načrtovanju leta, s katerim bi jih usmerili skozi šibke točke protizračne obrambe, težko zaznali. Z razvojem miniaturnega jedrskega orožja se je potencial teh orožij še povečal.
Največ sta se z razvojem ukvarjali takratni velesili ZDA in Sovjetska zveza, ki sta razvili široko paleto manevrirnih izstrelkov ter sistemov vodenja zanje. Manevrirnih izstrelkov niso šteli med orožja, ki bi bila omejena ali prepovedana s sporazumom SALT I, kar je še dodatno spodbujalo razvoj. Najprej so razvili podmorniški manevrirni izstrelek, kasneje pa tudi verzijo za izstrelitev z bombnikov in s tal. Ti manevrirni izstrelki so bili namenjeni pretežno napadu na kopenske tarče, Sovjetska zveza pa je precej razvijala tudi protiladijske manevrirne izstrelke za boj proti ameriškim letalonosilkam. 
Obe strani sta se pri razvoju in uporabi manevrirnih izstrelkov zanašali na oteženo odkrivanje z radarjem, kar pa se je z razvojem radarske tehnike in protizračne obrambe nekoliko spremenilo. Predvsem Sovjetska zveza je ob množičnem pojavu manevrirnih izstrelkov kmalu posodobila svoje obrambne zmogljivosti, kar bi po ocenah analitikov lahko zadoščalo za sorazmerno uspešen boj proti manevrirnim izstrelkom. Pri manevrirnih izstrelkih, razvitih v zadnjem času, so zato deloma uporabljeni tudi ukrepi za zmanjševanje radarske opaznosti (stealth).

## Zasnova manevrirnih izstrelkov
Manevrirni izstrelki so zasnovani kot brezpilotna letala in imajo zato krila (pri večini izstrelkov so do vzleta zložena) ter rep s krmilnimi površinami, kakršne imajo tudi letala. Izstrelki so tudi precej manjši od letal s posadko, kar zmanjšuje njihov radarski presek. Pogon je izveden s posebnimi verzijami turboreaktivnih ali turboventilatorskih motorjev, ki so po zasnovi majhni, lahki in učinkoviti, čeprav so močno podobni večjim motorjem te vrste za pogon letal. Zato so v primerjavi z raketnimi izstrelki manj opazni na radarju, so precej bolj varčni z gorivom. Ker za razliko od raketnih izstrelkov za delovanje uporabljajo zrak, ne potrebujejo oksidatorja, ki pri raketnih izstrelkih predstavlja precejšnjo težo.
Oborožitev manevrirnih izstrelkov je lahko konvencionalna ali jedrska, ki pa je bolj namenjena strateškim napadom in zato ni tako razširjena.

### Navigacija in vodenje
Medtem ko se raketni izstrelki zanašajo predvsem na inercialno navigacijo, se slednja pri manevrirnih izstrelkih zaradi nižje hitrosti in posledično daljšega časa leta, v katerem zato nastane večja absolutna napaka pri določanju položaja, ne obnese najbolje. V ta namen je inercialna navigacija kombinirana s sistemom, ki sproti odpravlja odstopanja inercialne navigacije. Takih sistemov je kar nekaj, največ pa se uporabljajo naslednji:
- TERCOM (angl. Terrain Contour Matching, usklajevanje profilov terena) s pomočjo preciznega radarskega višinomera spremlja teren, čez katerega leti manevrirni izstrelek in ga na posameznih točkah primerja z izbranimi profili terena, ki so shranjeni v pomnilniku avtopilota. Nato se izvede primerjava med pozicijo, ki jo določi inercialna navigacija in dejansko pozicijo, ki se določi s snemanjem profila terena. S primerjavo profilov terena se ugotovi, koliko dejanska slika terenskega profila odstopa od teoretično določene, ki bi jo izstrelek preletel v primeru, ko odstopanja zaradi navigacije ne bi bilo. To se uporabi za popravek napake inercialne navigacije ter popravek kurza izstrelka. Ta postopek se izvaja, dokler izstrelek ne doseže tarče. Za vsak izstrelek morajo načrtovalci pred izstrelitvijo najprej pripraviti karte profilov ob njegovi začrtani poti, kar je precej zamudno. Pri tem je potrebno najti kompromis med kakovostjo inercialne navigacije in sistemom TERCOM, saj večje odstopanje inercialne navigacije zahteva večkratno popravljanje napak s sistemom TERCOM, ki zato zahteva večjo količino referenčnih podatkov o profilu terena vzdolž začrtane poti (če bi izstrelek skrenil preveč s poti, bi se »izgubil«). Sistem TERCOM ob pravilni zasnovi omogoča izredno natančnost (v rangu 100 m ali manj), vendar zahteva izredno natančne topografske karte terenskih profilov, katerih izdelava pa predstavlja probleme tudi za manj razgibane terene. Sistem je tudi neuporaben pri letenju čez vodno površino, kjer je potrebno za navigacijo uporabiti kakšno drugo metodo. Navigacijo oteži tudi kopno brez izrazitih posebnosti (puščave, ledeniki, itd).

- DSMAC (angl. Digital Scene-Mapping Area Correlator, korelator prilagajanja digitalnih scen terena) se uporablja v bližini ciljev in deluje na principu primerjave shranjenega posnetka cilja z dejansko sliko cilja, ki jo zajame kamera na izstrelku. Sistem se uporablja predvsem pri konvencionalnih verzijah manevrirnih izstrelkov, ki tako dodatno poveča natančnost sistema vodenja (po nekaterih podatkih je natančnost v rangu 10 – 15 m [1]). Moderni sistemi te vrste vsebujejo tudi sposobnost avtomatskega zaznavanja tarče, kar omogoča samodejno izvedbo napada ali spremembo tarče, ravno tako z določenimi modifikacijami omogoča napad na tarče v gibanju. Prve verzije sistema DSMAC so imele omejitve v slabih vremenskih pogojih in pogojih slabše vidljivosti, sposobnosti novejših verzij sistema pa niso znane.[2][3] Podobno kot TERCOM tudi sistem DSMAC zahteva natančne slike ciljnega objekta.

- Satelitska navigacija GPS omogoča precizno navigacijo, poleg tega pa je satelitska navigacija danes poceni. Manevrirni izstrelki, katerih navigacija temelji na tem sistemu, ne potrebujejo izdelave zahtevnih profilov terena, kot pri sistemu TERCOM. Težava sistema na osnovi GPS nastane v primeru motenja signala s satelitov ali celo njihovega uničenja, kar pa je ob razvoju tehnologije precej realno pričakovati.[4]

V večini izstrelkov se uporablja kombinacija dveh navigacijskih metod - npr. inercialna navigacija v povezavi s sistemom TERCOM za letenje po predpisani poti in DSMAC v bližini predvidenega cilja za izboljšanje natančnosti zadetka.

## Uporaba manevrirnih izstrelkov
Uporaba manevrirnih izstrelkov je predvsem zaradi sorazmerno visoke cene omejena na napade na pomembne cilje, kot so bunkerji, poveljniški centri, komunikacije, infrastruktura, ladje, itd.
Ameriški manevrirni izstrelki BGM-109 Tomahawk so bili prvič množično uporabljeni v zalivski vojni leta 1991 pri napadu na pomembnejše iraške cilje, kasneje pa še leta 1995 v vojni na Bosni, leta 1999 na Kosovu in še leta 2001 v ameriškem napadu na Afganistan.
Ker je tehnologija, uporabljena v manevrirnih izstrelkih, poznana, komercialno dostopna in vedno cenejša, se nekateri analitiki bojijo, da se do tega orožja lahko kmalu dokopljejo nekatere države in teroristi, ki si želijo preciznega orožja. Novozelandec Bruce Simpson je enostavnost razvoja in izdelave manevrirnega izstrelka s komercialno dostopnimi komponentami demonstriral in o tem poročal na svoji spletni strani, kar je sprožilo nemalo pozornosti.